# Gammarus zeongogensis
Gammarus zeongogensis is een vlokreeftensoort uit de familie van de Gammaridae. De wetenschappelijke naam van de soort is voor het eerst geldig gepubliceerd in 1980 door Lee & Kim.